# Pinguicula cyclosecta
Pinguicula cyclosecta ist eine fleischfressende Pflanze aus der Gattung der Fettkräuter (Pinguicula) in der Sektion Orcheosanthus. Sie wurde 1963 von  Siegfried Jost Casper anhand von Aufsammlungen aus dem Jahre 1948 erstbeschrieben.

## Beschreibung
Die mehrjährigen, krautigen Pflanzen haben nur ein einfaches Wurzelwerk aus zahlreichen kurzen Haarwurzeln.

### Blätter
Die dichte, bodenständige Rosette hat einen Durchmesser von bis zu 6 Zentimetern und besteht aus bis zu 25 Blättern. Die verkehrteirund-spatelförmigen Blättern mit fast sukkulenten Charakter sind am schwach bewimperten Rand stark blau-violett eingefärbt, ein unverkennbares Merkmal der Art. An der Oberfläche sind die Blätter glatt vom Fangsekret, mit dem sie kleine Insekten (z. B. Mücken) fängt und, sobald Beute erzielt wird, durch Enzyme verdaut. Zum Winter hin bildet die Pflanze eine aus zahlreichen, kleinen und stark bewimperten Blättern bestehende Winterrosette mit einem Durchmesser von nur bis zu 2,5 Zentimeter aus, die Winterblätter sind nicht karnivor.

### Blüten
Ab Mai bis Juli blüht Pinguicula cyclosecta an ein bis drei aus der Mitte der Rosette wachsenden, drei bis fünf Zentimetern hohen Blütenstängeln mit endständigen zygomorphen, lang gespornten Einzelblüten. Die Blüten sind bis zu 3 Zentimeter im Durchmesser und (mit Sporn) bis zu 3,5 Zentimeter lang und violett, die fünf Kronlappen sind gleichmäßig kreisförmig abgerundet, auf dieses Merkmal bezieht sich das Epitheton cyclosecta.

### Chromosomenzahl
Die Chromosomenzahl beträgt 2n = 22.

## Verbreitung

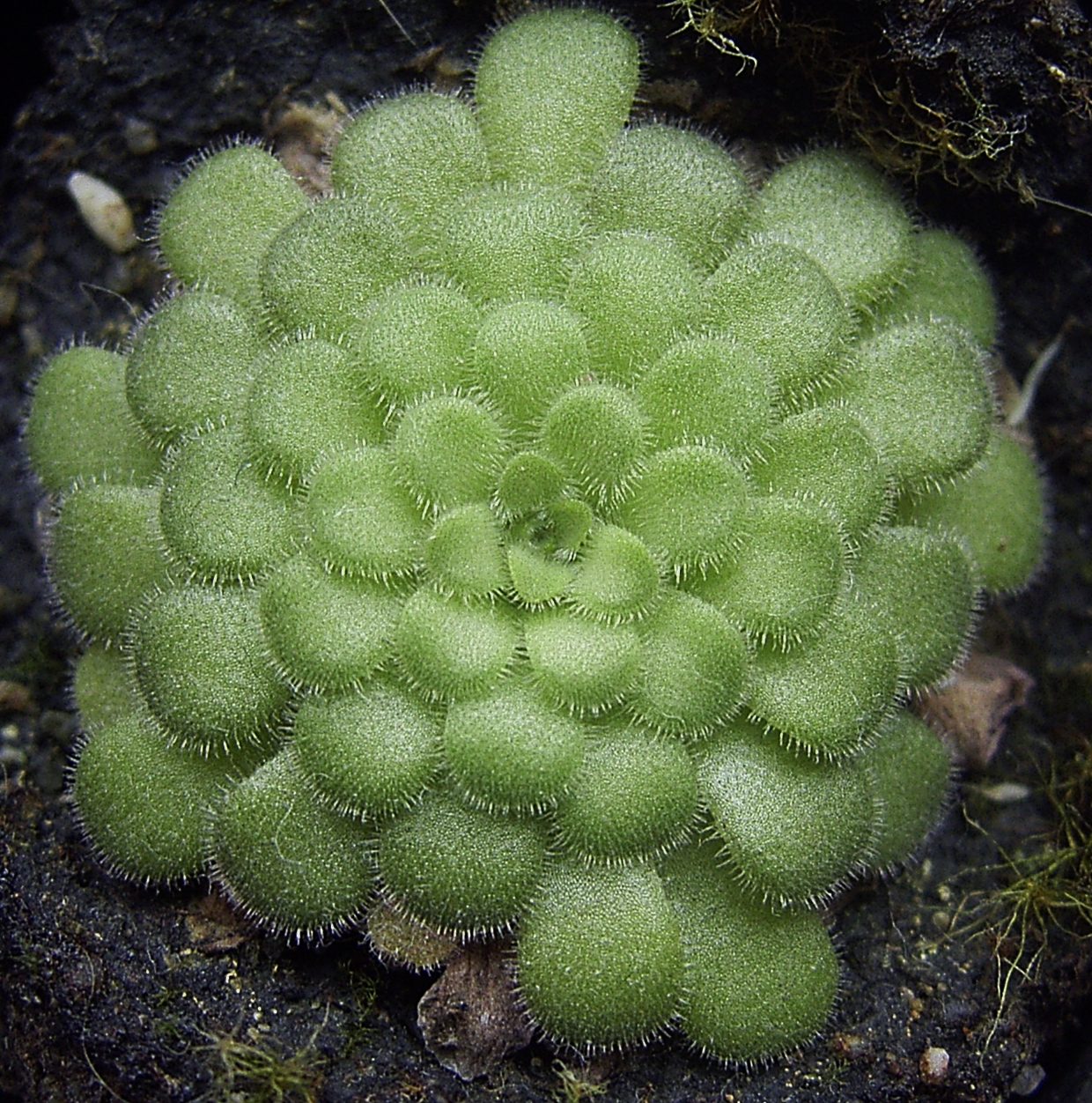
Winterrosette von Pinguicula cyclosecta

Pinguicula cyclosecta ist in Mexiko im Gebirge Sierra Madre Oriental endemisch. Sie wächst dort zwischen Moospolstern und in von Sickerwasser durchnässten Kalkfelsspalten, die im Winter fast vollständig trockenfallen. Die Standorte sind sonnenabgewandt, windig und kühl.